# Aulin (släkt)
Aulin är en släkt härstammande från rådmannen i Kristianstad Berndt Olsson.
Dennes son Olof Berndtsson (1651-1698) som antog namnet Aulin och blev gift med en dotter till kyrkoherden i Åhus, Carsten Rönnow, vilken skall ha räddat Karl XI:s liv och enligt en obestyrkt uppgift åt sina efterkommande förvärvat ärftlig rätt till Åhus pastorat. Olof Aulin blev svärfaderns efterträdare, och det givna privilegiet, som respekterades även i senare generationer, erhöll 1777 formlig bekräftelse av Kunglig majestät men upphävdes 1854.

## Kända släktmedlemmar
- Lars Axel Alfred Aulin (1826-1869), läroboksförfattare
- Valborg Aulin (1860-1928), tonsättare och pianist
- Tor Aulin (1866-1914), tonsättare